# Progressiv messbarer stochastischer Prozess
Ein progressiv messbarer stochastischer Prozess ist ein stochastischer Prozess in der Wahrscheinlichkeitstheorie, der noch zusätzlichen Messbarkeitskriterien genügt. Progressiv messbare Prozesse sind eine Verschärfung von adaptierten Prozessen und treten beispielsweise bei der Untersuchung von Stoppzeiten auf. Ebenso spielen sie eine zentrale Rolle bei der Konstruktion des Itō-Integrals in der stochastischen Analysis.

## Definition
Gegeben sei ein stochastischer Prozess {\displaystyle X=(X_{t})_{t\in T}} auf {\displaystyle (\Omega ,{\mathcal {A}},P)} mit Werten in einem polnischen Raum {\displaystyle E}, versehen mit der Borelschen σ-Algebra {\displaystyle {\mathcal {B}}(E)} und Indexmenge {\displaystyle T=[0,\infty )} sowie eine Filtration {\displaystyle \mathbb {F} =({\mathcal {F}}_{t})_{t\in T}} in {\displaystyle {\mathcal {A}}}.
Dann heißt der stochastische Prozess progressiv messbar (bezüglich {\displaystyle \mathbb {F} }), wenn für jedes {\displaystyle t\in T} die Abbildung
{\displaystyle S\colon \Omega \times [0,t]\to E}
definiert durch
{\displaystyle S(\omega ,s):=X_{s}(\omega )}
stets {\displaystyle {\mathcal {F}}_{t}\otimes {\mathcal {B}}([0,t])}-{\displaystyle {\mathcal {B}}(E)}-messbar ist.
In den meisten Fällen ist {\displaystyle (E,{\mathcal {B}}(E))=(\mathbb {R} ,{\mathcal {B}}(\mathbb {R} ))}.

## Eigenschaften
- Jeder progressiv messbare Prozess ist ein adaptierter Prozess und produktmessbar. Umgekehrt lässt sich zeigen, dass ein adaptierter produktmessbarer Prozess immer eine progressiv messbare Modifikation besitzt.[1]
- Ist ein Prozess adaptiert und linksstetig oder rechtsstetig, so ist er progressiv messbar. Somit ist aufgrund der Definition der vorhersagbaren σ-Algebra auch jeder vorhersagbare Prozess progressiv messbar.
- Ist der Prozess hingegen nur fast sicher linksstetig oder rechtsstetig, so existiert eine Modifikation des Prozesses, die progressiv messbar ist.
- Die einem reellwertigen stochastischen Prozess und einer Stoppzeit {\displaystyle \tau } zugeordnete Zufallsvariable {\displaystyle X_{\tau }:=X_{\tau (\omega )}(\omega )} ist für progressiv messbare stochastische Prozesse immer messbar bezüglich der σ-Algebra der τ-Vergangenheit.[2]